# Раймондо Маріно
Раймондо Маріно (італ. Raimondo Marino, нар. 11 лютого 1961, Мессіна) — італійський футболіст, що грав на позиції центрального захисника, зокрема за «Наполі» та молодіжну збірну Італії. 
По завершенні ігрової кар'єри — тренер.

## Клубна кар'єра
Народився 11 лютого 1961 року в Мессіні. Вихованець футбольної школи клубу «Наполі». Дорослу футбольну кар'єру розпочав 1979 року в основній команді того ж клубу, в якій провів чотири сезони, взявши участь у 65 матчах чемпіонату, після чого протягом сезону на правах оренди грав за «Катандзаро». Повернувшись з оренди, ще протягом двох сезонів захищав кольори «Наполі».
Згодом з 1986 по 1993 рік грав за «Лаціо», «Лечче» та «Мессіну», а завершував ігрову кар'єру у команді «Л'Аквіла», за яку виступав протягом 1993—1996 років.

## Виступи за збірну
1980 року провів дві офіційні гри у складі молодіжної збірної Італії.

## Кар'єра тренера
Розпочав тренерську кар'єру, ще продовжуючи грати на полі, 1995 року, очоливши тренерський штаб команди «Л'Аквіла».
У подальшому тренував низку італійських нижчолігових команд, таких як «Таранто», «Тернана» та «Губбіо», а також працював з юнацькими і молодіжними командами «Лечче» і «Наполі».